# Ainars Baštiks
Ainars Baštiks (ur. 26 października 1958 w Lipawie) – łotewski duchowny baptystyczny i polityk, minister ds. rodziny (2002–2009), parlamentarzysta i radny Rygi.

## Życiorys
W młodości pracował w Łotewskim Muzeum Historycznym. W 1987 został pastorem w zborze baptystycznym św. Mateusza w Rydze. W 1988 ukończył studia historyczne na Uniwersytecie Łotwy, w 1999 uzyskał magisterium. Kształcił się również w zakresie teologii, studiował w Szwajcarii i USA.
W 2002 znalazł się wśród założycieli Pierwszej Partii Łotwy, pełnił funkcję jej wiceprzewodniczącego. Z ramienia LPP uzyskał mandat posła na Sejm VIII kadencji, z którego wkrótce zrezygnował w związku z objęciem funkcji ministra bez teki odpowiedzialnego za sprawy rodziny i dzieci w rządzie Einarsa Repšego. Zajmował to stanowisko do stycznia 2004, po czym na krótki okres powrócił do pracy w parlamencie. W marcu 2004 został ponownie mianowany ministrem bez teki do spraw rodziny i dzieci. W maju tegoż roku stanął na czele ministerstwa do spraw rodziny i dzieci. Kierował nim do marca 2009 w rządach Indulisa Emsisa, Aigarsa Kalvītisa i Ivarsa Godmanisa (od lutego 2009 jako minister rodziny, dzieci i integracji społecznej). W wyborach w 2006 ponownie uzyskał mandat poselski z listy LPP/LC, który na dłuższy czas objął po odejściu z funkcji ministerialnej. W wyborach w 2010 ubiegał się bez powodzenia o reelekcję z ramienia PLL.
Został później doradcą wiceburmistrza Rygi Andrisa Ameriksa i działaczem jego regionalnej partii Honor Służyć Rydze. W wyborach samorządowych w 2013 został radnym Rygi, a w 2017 i 2020 uzyskiwał mandat na kolejne kadencje. Dołączył do rady zboru św. Mateusza w Rydze, gdzie kontynuował działalność jako pastor.

## Życie prywatne
Żonaty, ma pięcioro dzieci.